# Governatori romani d'Egitto

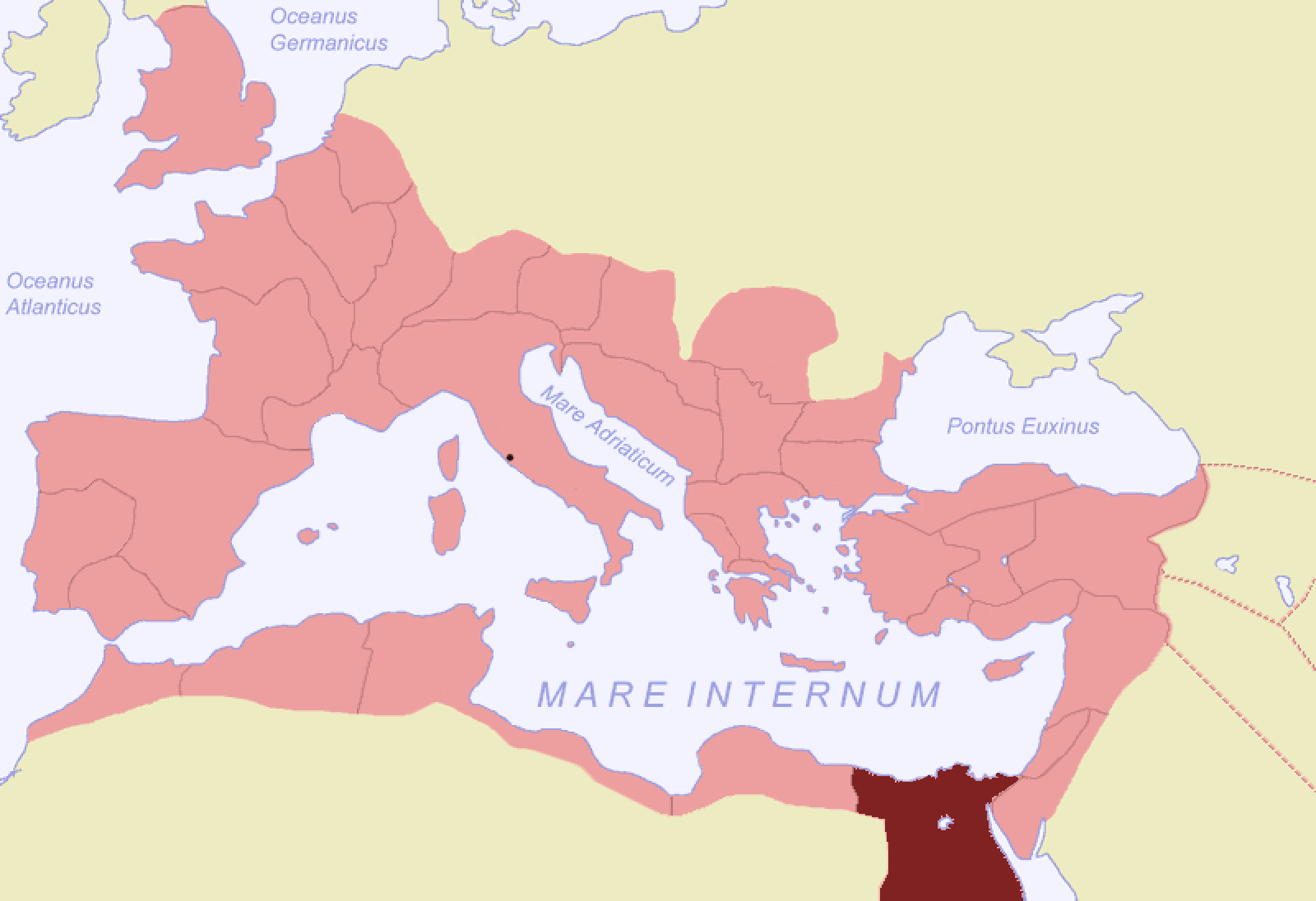
L'Egitto provincia romana I-III secolo

Lista dei prefetti d'Egitto dalla creazione della provincia d'Egitto nel 30 a.C. sino alla conquista araba del paese.

## La provincia
Governata dal 29 a.C. da un prefetto dell'ordine equestre, il praefectus Alexandreae et Aegypti, munito di imperium delegato dal principe. All'inizio del IV secolo, l'Egitto divenne una diocesi e fu diviso in sei province, Aegyptus, Augustamnica, Heptanomis (poi Arcadia), Thebais, Alto-Egitto e Basso Egitto. Nel V secolo, poi, alla diocesi d'Egitto si aggiunsero anche le province della Cirenaica, dal nome di Lybia Superior e Lybia Inferior.
Dopo la riforma il prefetto si occupò con incarichi civili solamente del Basso Egitto e del distretto del Fayum, mentre il resto del territorio fu affidato a un praeses. Il potere militare fu affidato al dux Aegypti et Thebaidos utrarumque Libyarum.
| EVOLUZIONE DELL'EGITTO ROMANO            | EVOLUZIONE DELL'EGITTO ROMANO                   | EVOLUZIONE DELL'EGITTO ROMANO                   | EVOLUZIONE DELL'EGITTO ROMANO                   | EVOLUZIONE DELL'EGITTO ROMANO                   | EVOLUZIONE DELL'EGITTO ROMANO                   | EVOLUZIONE DELL'EGITTO ROMANO                   | EVOLUZIONE DELL'EGITTO ROMANO                   | EVOLUZIONE DELL'EGITTO ROMANO                   |                                                 |
| ---------------------------------------- | ----------------------------------------------- | ----------------------------------------------- | ----------------------------------------------- | ----------------------------------------------- | ----------------------------------------------- | ----------------------------------------------- | ----------------------------------------------- | ----------------------------------------------- | ----------------------------------------------- |
| prima della conquista romana             | Regno tolemaico (Cleopatra, ultima dei Tolomei) | Regno tolemaico (Cleopatra, ultima dei Tolomei) | Regno tolemaico (Cleopatra, ultima dei Tolomei) | Regno tolemaico (Cleopatra, ultima dei Tolomei) | Regno tolemaico (Cleopatra, ultima dei Tolomei) | Regno tolemaico (Cleopatra, ultima dei Tolomei) | Regno tolemaico (Cleopatra, ultima dei Tolomei) | Regno tolemaico (Cleopatra, ultima dei Tolomei) | Regno tolemaico (Cleopatra, ultima dei Tolomei) |
| dal 30 a.C.                              | Egitto                                          | Egitto                                          | Egitto                                          | Egitto                                          | Egitto                                          | Egitto                                          | Egitto                                          | Egitto                                          | Egitto                                          |
| con la riforma di Diocleziano            | Aegyptus Iovia                                  | Aegyptus Iovia                                  | Aegyptus Iovia                                  | Aegyptus Herculia                               | Aegyptus Herculia                               | Aegyptus Herculia                               | Thebais                                         | Thebais                                         | Thebais                                         |
| da Costantino I (324) a Teodosio I (395) | Aegyptus I                                      | Aegyptus II                                     | Aegyptus II                                     | Augustamnica I                                  | Augustamnica II                                 | Arcadia                                         | Thebais superior                                | Thebais inferior                                | Thebais inferior                                |

## Lista dei governatori

### Da Augusto a Diocleziano (30 a.C. - 293 d.C.)
| Lista dei prefetti d'Egitto | Lista dei prefetti d'Egitto          | Lista dei prefetti d'Egitto          | Lista dei prefetti d'Egitto          | Lista dei prefetti d'Egitto          | Lista dei prefetti d'Egitto          | Lista dei prefetti d'Egitto          | Lista dei prefetti d'Egitto          |
| --------------------------- | ------------------------------------ | ------------------------------------ | ------------------------------------ | ------------------------------------ | ------------------------------------ | ------------------------------------ | ------------------------------------ |
| Anno                        | Aegyptus                             | Aegyptus                             | Aegyptus                             | Aegyptus                             | Aegyptus                             | Aegyptus                             | Aegyptus                             |
| 30 – 26 a.C.                | Gaio Cornelio Gallo                  | Gaio Cornelio Gallo                  | Gaio Cornelio Gallo                  | Gaio Cornelio Gallo                  | Gaio Cornelio Gallo                  | Gaio Cornelio Gallo                  | Gaio Cornelio Gallo                  |
| 26/25 – 25/24 a.C.          | Elio Gallo                           | Elio Gallo                           | Elio Gallo                           | Elio Gallo                           | Elio Gallo                           | Elio Gallo                           | Elio Gallo                           |
| 25/24 a.C. – 22/21 a.C.     | Publio Petronio                      | Publio Petronio                      | Publio Petronio                      | Publio Petronio                      | Publio Petronio                      | Publio Petronio                      | Publio Petronio                      |
| 22/20 a.C. - 14/13 a.C.     | ---                                  | ---                                  | ---                                  | ---                                  | ---                                  | ---                                  | ---                                  |
| 13/12 a.C.                  | Publio Rubrio Barbaro                | Publio Rubrio Barbaro                | Publio Rubrio Barbaro                | Publio Rubrio Barbaro                | Publio Rubrio Barbaro                | Publio Rubrio Barbaro                | Publio Rubrio Barbaro                |
| 12/11 a.C. - 8 a.C.         | ---                                  | ---                                  | ---                                  | ---                                  | ---                                  | ---                                  | ---                                  |
| 7 a.C. – 4 a.C.             | Gaio Turranio                        | Gaio Turranio                        | Gaio Turranio                        | Gaio Turranio                        | Gaio Turranio                        | Gaio Turranio                        | Gaio Turranio                        |
| 2/1 a.C. – 3 d.C.           | Publio Ottavio                       | Publio Ottavio                       | Publio Ottavio                       | Publio Ottavio                       | Publio Ottavio                       | Publio Ottavio                       | Publio Ottavio                       |
| 4 - 8 ca.                   | ---                                  | ---                                  | ---                                  | ---                                  | ---                                  | ---                                  | ---                                  |
| 9–10 ca.                    | Publio Ostorio Scapula               | Publio Ostorio Scapula               | Publio Ostorio Scapula               | Publio Ostorio Scapula               | Publio Ostorio Scapula               | Publio Ostorio Scapula               | Publio Ostorio Scapula               |
| 10/11                       | Gaio Giulio Aquila                   | Gaio Giulio Aquila                   | Gaio Giulio Aquila                   | Gaio Giulio Aquila                   | Gaio Giulio Aquila                   | Gaio Giulio Aquila                   | Gaio Giulio Aquila                   |
| 11/12 ca.                   | Pedone                               | Pedone                               | Pedone                               | Pedone                               | Pedone                               | Pedone                               | Pedone                               |
| 11/14                       | Marco Magio Massimo                  | Marco Magio Massimo                  | Marco Magio Massimo                  | Marco Magio Massimo                  | Marco Magio Massimo                  | Marco Magio Massimo                  | Marco Magio Massimo                  |
| 14                          | Emilio Retto                         | Emilio Retto                         | Emilio Retto                         | Emilio Retto                         | Emilio Retto                         | Emilio Retto                         | Emilio Retto                         |
| 15                          | Lucio Seio Strabone                  | Lucio Seio Strabone                  | Lucio Seio Strabone                  | Lucio Seio Strabone                  | Lucio Seio Strabone                  | Lucio Seio Strabone                  | Lucio Seio Strabone                  |
| 16 – 31                     | Gaio Galerio                         | Gaio Galerio                         | Gaio Galerio                         | Gaio Galerio                         | Gaio Galerio                         | Gaio Galerio                         | Gaio Galerio                         |
| 32                          | Gaio Vitrasio Pollione               | Gaio Vitrasio Pollione               | Gaio Vitrasio Pollione               | Gaio Vitrasio Pollione               | Gaio Vitrasio Pollione               | Gaio Vitrasio Pollione               | Gaio Vitrasio Pollione               |
| 32                          | Hiberus                              | Hiberus                              | Hiberus                              | Hiberus                              | Hiberus                              | Hiberus                              | Hiberus                              |
| 32 – 38                     | Aulo Avilio Flacco                   | Aulo Avilio Flacco                   | Aulo Avilio Flacco                   | Aulo Avilio Flacco                   | Aulo Avilio Flacco                   | Aulo Avilio Flacco                   | Aulo Avilio Flacco                   |
| 38                          | Quinto Nevio Sutorio Macrone         | Quinto Nevio Sutorio Macrone         | Quinto Nevio Sutorio Macrone         | Quinto Nevio Sutorio Macrone         | Quinto Nevio Sutorio Macrone         | Quinto Nevio Sutorio Macrone         | Quinto Nevio Sutorio Macrone         |
| 39 – 41                     | Gaio Vitrasio Pollione II (?)        | Gaio Vitrasio Pollione II (?)        | Gaio Vitrasio Pollione II (?)        | Gaio Vitrasio Pollione II (?)        | Gaio Vitrasio Pollione II (?)        | Gaio Vitrasio Pollione II (?)        | Gaio Vitrasio Pollione II (?)        |
| 41 – 42                     | Lucio Emilio Retto                   | Lucio Emilio Retto                   | Lucio Emilio Retto                   | Lucio Emilio Retto                   | Lucio Emilio Retto                   | Lucio Emilio Retto                   | Lucio Emilio Retto                   |
| 42/45                       | Marco Eio                            | Marco Eio                            | Marco Eio                            | Marco Eio                            | Marco Eio                            | Marco Eio                            | Marco Eio                            |
| 45 – 47                     | Gaio Giulio Postumo                  | Gaio Giulio Postumo                  | Gaio Giulio Postumo                  | Gaio Giulio Postumo                  | Gaio Giulio Postumo                  | Gaio Giulio Postumo                  | Gaio Giulio Postumo                  |
| 47 – 52                     | Gneo Virgilio Capitone               | Gneo Virgilio Capitone               | Gneo Virgilio Capitone               | Gneo Virgilio Capitone               | Gneo Virgilio Capitone               | Gneo Virgilio Capitone               | Gneo Virgilio Capitone               |
| 54                          | Lucio Lusio Geta                     | Lucio Lusio Geta                     | Lucio Lusio Geta                     | Lucio Lusio Geta                     | Lucio Lusio Geta                     | Lucio Lusio Geta                     | Lucio Lusio Geta                     |
| 55 – 59                     | Tiberio Claudio Balbillo             | Tiberio Claudio Balbillo             | Tiberio Claudio Balbillo             | Tiberio Claudio Balbillo             | Tiberio Claudio Balbillo             | Tiberio Claudio Balbillo             | Tiberio Claudio Balbillo             |
| 60 – 62                     | Lucio Giulio Vestino                 | Lucio Giulio Vestino                 | Lucio Giulio Vestino                 | Lucio Giulio Vestino                 | Lucio Giulio Vestino                 | Lucio Giulio Vestino                 | Lucio Giulio Vestino                 |
| 63 – 64                     | Gaio Cecina Tusco                    | Gaio Cecina Tusco                    | Gaio Cecina Tusco                    | Gaio Cecina Tusco                    | Gaio Cecina Tusco                    | Gaio Cecina Tusco                    | Gaio Cecina Tusco                    |
| 66 – 69                     | Tiberio Giulio Alessandro            | Tiberio Giulio Alessandro            | Tiberio Giulio Alessandro            | Tiberio Giulio Alessandro            | Tiberio Giulio Alessandro            | Tiberio Giulio Alessandro            | Tiberio Giulio Alessandro            |
| 70                          | Lucio Peduceo Colono                 | Lucio Peduceo Colono                 | Lucio Peduceo Colono                 | Lucio Peduceo Colono                 | Lucio Peduceo Colono                 | Lucio Peduceo Colono                 | Lucio Peduceo Colono                 |
| 71/72 – 72/73               | Tiberio Giulio Lupo                  | Tiberio Giulio Lupo                  | Tiberio Giulio Lupo                  | Tiberio Giulio Lupo                  | Tiberio Giulio Lupo                  | Tiberio Giulio Lupo                  | Tiberio Giulio Lupo                  |
| 74                          | Valerius (?) Paulinus                | Valerius (?) Paulinus                | Valerius (?) Paulinus                | Valerius (?) Paulinus                | Valerius (?) Paulinus                | Valerius (?) Paulinus                | Valerius (?) Paulinus                |
| 75 – 76                     | Sept(imius?)                         | Sept(imius?)                         | Sept(imius?)                         | Sept(imius?)                         | Sept(imius?)                         | Sept(imius?)                         | Sept(imius?)                         |
| 78 – 79                     | Gaio Aternio Frontone                | Gaio Aternio Frontone                | Gaio Aternio Frontone                | Gaio Aternio Frontone                | Gaio Aternio Frontone                | Gaio Aternio Frontone                | Gaio Aternio Frontone                |
| 79 (?)                      | Giulio Urso                          | Giulio Urso                          | Giulio Urso                          | Giulio Urso                          | Giulio Urso                          | Giulio Urso                          | Giulio Urso                          |
| 80/81 – 82                  | Gaio Tettio Africano Cassiano Prisco | Gaio Tettio Africano Cassiano Prisco | Gaio Tettio Africano Cassiano Prisco | Gaio Tettio Africano Cassiano Prisco | Gaio Tettio Africano Cassiano Prisco | Gaio Tettio Africano Cassiano Prisco | Gaio Tettio Africano Cassiano Prisco |
| 83                          | Lucio Laberio Massimo                | Lucio Laberio Massimo                | Lucio Laberio Massimo                | Lucio Laberio Massimo                | Lucio Laberio Massimo                | Lucio Laberio Massimo                | Lucio Laberio Massimo                |
| 85 – 88                     | Gaio Septimio Vegeto                 | Gaio Septimio Vegeto                 | Gaio Septimio Vegeto                 | Gaio Septimio Vegeto                 | Gaio Septimio Vegeto                 | Gaio Septimio Vegeto                 | Gaio Septimio Vegeto                 |
| 89 – 91/92                  | Marci Mezzio Rufo                    | Marci Mezzio Rufo                    | Marci Mezzio Rufo                    | Marci Mezzio Rufo                    | Marci Mezzio Rufo                    | Marci Mezzio Rufo                    | Marci Mezzio Rufo                    |
| 92 – 93                     | Tito Petronio Secondo                | Tito Petronio Secondo                | Tito Petronio Secondo                | Tito Petronio Secondo                | Tito Petronio Secondo                | Tito Petronio Secondo                | Tito Petronio Secondo                |
| 93/91 – 94/92               | Norbanus                             | Norbanus                             | Norbanus                             | Norbanus                             | Norbanus                             | Norbanus                             | Norbanus                             |
| 94 – 98                     | Marco Giunio Rufo                    | Marco Giunio Rufo                    | Marco Giunio Rufo                    | Marco Giunio Rufo                    | Marco Giunio Rufo                    | Marco Giunio Rufo                    | Marco Giunio Rufo                    |
| 98 – 100                    | Gaio Pompeo Planta                   | Gaio Pompeo Planta                   | Gaio Pompeo Planta                   | Gaio Pompeo Planta                   | Gaio Pompeo Planta                   | Gaio Pompeo Planta                   | Gaio Pompeo Planta                   |
| 100/101 – 103               | Gaio Minicio Italo                   | Gaio Minicio Italo                   | Gaio Minicio Italo                   | Gaio Minicio Italo                   | Gaio Minicio Italo                   | Gaio Minicio Italo                   | Gaio Minicio Italo                   |
| 103 – 107                   | Gaio Vibio Massimo                   | Gaio Vibio Massimo                   | Gaio Vibio Massimo                   | Gaio Vibio Massimo                   | Gaio Vibio Massimo                   | Gaio Vibio Massimo                   | Gaio Vibio Massimo                   |
| 107 – 112                   | Servio Sulpicio Simile               | Servio Sulpicio Simile               | Servio Sulpicio Simile               | Servio Sulpicio Simile               | Servio Sulpicio Simile               | Servio Sulpicio Simile               | Servio Sulpicio Simile               |
| 113 – 117                   | Marco Rutilio Lupo                   | Marco Rutilio Lupo                   | Marco Rutilio Lupo                   | Marco Rutilio Lupo                   | Marco Rutilio Lupo                   | Marco Rutilio Lupo                   | Marco Rutilio Lupo                   |
| 117 – 119                   | Quinto Rammio Marziale               | Quinto Rammio Marziale               | Quinto Rammio Marziale               | Quinto Rammio Marziale               | Quinto Rammio Marziale               | Quinto Rammio Marziale               | Quinto Rammio Marziale               |
| 119 – 124                   | Tito Aterio Nepote                   | Tito Aterio Nepote                   | Tito Aterio Nepote                   | Tito Aterio Nepote                   | Tito Aterio Nepote                   | Tito Aterio Nepote                   | Tito Aterio Nepote                   |
| 124/125                     | Petronio Quadrato                    | Petronio Quadrato                    | Petronio Quadrato                    | Petronio Quadrato                    | Petronio Quadrato                    | Petronio Quadrato                    | Petronio Quadrato                    |
| 125 – 133                   | Tito Flavio Tiziano                  | Tito Flavio Tiziano                  | Tito Flavio Tiziano                  | Tito Flavio Tiziano                  | Tito Flavio Tiziano                  | Tito Flavio Tiziano                  | Tito Flavio Tiziano                  |
| 135 – 137                   | Marco Petronio Mamertino             | Marco Petronio Mamertino             | Marco Petronio Mamertino             | Marco Petronio Mamertino             | Marco Petronio Mamertino             | Marco Petronio Mamertino             | Marco Petronio Mamertino             |
| 137 – 142                   | Gaio Avidio Eliodoro                 | Gaio Avidio Eliodoro                 | Gaio Avidio Eliodoro                 | Gaio Avidio Eliodoro                 | Gaio Avidio Eliodoro                 | Gaio Avidio Eliodoro                 | Gaio Avidio Eliodoro                 |
| 142 – 143                   | Gaio Valerio Eudemone                | Gaio Valerio Eudemone                | Gaio Valerio Eudemone                | Gaio Valerio Eudemone                | Gaio Valerio Eudemone                | Gaio Valerio Eudemone                | Gaio Valerio Eudemone                |
| 144 – 147                   | Lucio Valerio Proculo                | Lucio Valerio Proculo                | Lucio Valerio Proculo                | Lucio Valerio Proculo                | Lucio Valerio Proculo                | Lucio Valerio Proculo                | Lucio Valerio Proculo                |
| 147 – 148                   | Marco Petronio Onorato               | Marco Petronio Onorato               | Marco Petronio Onorato               | Marco Petronio Onorato               | Marco Petronio Onorato               | Marco Petronio Onorato               | Marco Petronio Onorato               |
| 150 – 154                   | Lucio Munazio Felice                 | Lucio Munazio Felice                 | Lucio Munazio Felice                 | Lucio Munazio Felice                 | Lucio Munazio Felice                 | Lucio Munazio Felice                 | Lucio Munazio Felice                 |
| 155 – 159                   | Marco Sempronio Liberale             | Marco Sempronio Liberale             | Marco Sempronio Liberale             | Marco Sempronio Liberale             | Marco Sempronio Liberale             | Marco Sempronio Liberale             | Marco Sempronio Liberale             |
| 159 – 160                   | Tito Furio Vittorino                 | Tito Furio Vittorino                 | Tito Furio Vittorino                 | Tito Furio Vittorino                 | Tito Furio Vittorino                 | Tito Furio Vittorino                 | Tito Furio Vittorino                 |
| 161                         | Lucio Volusio Meciano                | Lucio Volusio Meciano                | Lucio Volusio Meciano                | Lucio Volusio Meciano                | Lucio Volusio Meciano                | Lucio Volusio Meciano                | Lucio Volusio Meciano                |
| 161                         | Vernasio Facondo                     | Vernasio Facondo                     | Vernasio Facondo                     | Vernasio Facondo                     | Vernasio Facondo                     | Vernasio Facondo                     | Vernasio Facondo                     |
| 161 (sotto Antonino Pio)    | Minicio Santo                        | Minicio Santo                        | Minicio Santo                        | Minicio Santo                        | Minicio Santo                        | Minicio Santo                        | Minicio Santo                        |
| 161/162 – 164               | Marco Annio Suriaco                  | Marco Annio Suriaco                  | Marco Annio Suriaco                  | Marco Annio Suriaco                  | Marco Annio Suriaco                  | Marco Annio Suriaco                  | Marco Annio Suriaco                  |
| 164 – 167                   | Tito Flavio Tiziano                  | Tito Flavio Tiziano                  | Tito Flavio Tiziano                  | Tito Flavio Tiziano                  | Tito Flavio Tiziano                  | Tito Flavio Tiziano                  | Tito Flavio Tiziano                  |
| 167 – 168                   | Quinto Baieno Blassiano              | Quinto Baieno Blassiano              | Quinto Baieno Blassiano              | Quinto Baieno Blassiano              | Quinto Baieno Blassiano              | Quinto Baieno Blassiano              | Quinto Baieno Blassiano              |
| 168 – 169                   | Marco Basseo Rufo                    | Marco Basseo Rufo                    | Marco Basseo Rufo                    | Marco Basseo Rufo                    | Marco Basseo Rufo                    | Marco Basseo Rufo                    | Marco Basseo Rufo                    |
| 170 – 175                   | Gaio Calvisio Staziano               | Gaio Calvisio Staziano               | Gaio Calvisio Staziano               | Gaio Calvisio Staziano               | Gaio Calvisio Staziano               | Gaio Calvisio Staziano               | Gaio Calvisio Staziano               |
| 176                         | Gaio Cecilio Salviano                | Gaio Cecilio Salviano                | Gaio Cecilio Salviano                | Gaio Cecilio Salviano                | Gaio Cecilio Salviano                | Gaio Cecilio Salviano                | Gaio Cecilio Salviano                |
| 176 – 179                   | Tito Pactumeio Magno                 | Tito Pactumeio Magno                 | Tito Pactumeio Magno                 | Tito Pactumeio Magno                 | Tito Pactumeio Magno                 | Tito Pactumeio Magno                 | Tito Pactumeio Magno                 |
| 179/180                     | Tito Aio Santo                       | Tito Aio Santo                       | Tito Aio Santo                       | Tito Aio Santo                       | Tito Aio Santo                       | Tito Aio Santo                       | Tito Aio Santo                       |
| 180                         | Vernasio Facondo                     | Vernasio Facondo                     | Vernasio Facondo                     | Vernasio Facondo                     | Vernasio Facondo                     | Vernasio Facondo                     | Vernasio Facondo                     |
| 181                         | Tito Flavio Pisone                   | Tito Flavio Pisone                   | Tito Flavio Pisone                   | Tito Flavio Pisone                   | Tito Flavio Pisone                   | Tito Flavio Pisone                   | Tito Flavio Pisone                   |
| 181                         | Flavio Crispo                        | Flavio Crispo                        | Flavio Crispo                        | Flavio Crispo                        | Flavio Crispo                        | Flavio Crispo                        | Flavio Crispo                        |
| 181 (?)                     | Publio Menio Flaviano (?)            | Publio Menio Flaviano (?)            | Publio Menio Flaviano (?)            | Publio Menio Flaviano (?)            | Publio Menio Flaviano (?)            | Publio Menio Flaviano (?)            | Publio Menio Flaviano (?)            |
| 181 – 183                   | Decimo Veturio Macrino               | Decimo Veturio Macrino               | Decimo Veturio Macrino               | Decimo Veturio Macrino               | Decimo Veturio Macrino               | Decimo Veturio Macrino               | Decimo Veturio Macrino               |
| 184/185                     | Tito Longeo Rufo                     | Tito Longeo Rufo                     | Tito Longeo Rufo                     | Tito Longeo Rufo                     | Tito Longeo Rufo                     | Tito Longeo Rufo                     | Tito Longeo Rufo                     |
| 186/187                     | Pomponio Faustiniano                 | Pomponio Faustiniano                 | Pomponio Faustiniano                 | Pomponio Faustiniano                 | Pomponio Faustiniano                 | Pomponio Faustiniano                 | Pomponio Faustiniano                 |
| 188                         | Aurelio Veriano                      | Aurelio Veriano                      | Aurelio Veriano                      | Aurelio Veriano                      | Aurelio Veriano                      | Aurelio Veriano                      | Aurelio Veriano                      |
| 188/189                     | Marco Aurelio Valerio                | Marco Aurelio Valerio                | Marco Aurelio Valerio                | Marco Aurelio Valerio                | Marco Aurelio Valerio                | Marco Aurelio Valerio                | Marco Aurelio Valerio                |
| 189                         | Marco Aurelio Papirio Dionisio       | Marco Aurelio Papirio Dionisio       | Marco Aurelio Papirio Dionisio       | Marco Aurelio Papirio Dionisio       | Marco Aurelio Papirio Dionisio       | Marco Aurelio Papirio Dionisio       | Marco Aurelio Papirio Dionisio       |
| 189/190                     | Quinto Tineio Demetrio               | Quinto Tineio Demetrio               | Quinto Tineio Demetrio               | Quinto Tineio Demetrio               | Quinto Tineio Demetrio               | Quinto Tineio Demetrio               | Quinto Tineio Demetrio               |
| 190                         | Claudio Luciliano                    | Claudio Luciliano                    | Claudio Luciliano                    | Claudio Luciliano                    | Claudio Luciliano                    | Claudio Luciliano                    | Claudio Luciliano                    |
| 190/191                     | Larcio Memore                        | Larcio Memore                        | Larcio Memore                        | Larcio Memore                        | Larcio Memore                        | Larcio Memore                        | Larcio Memore                        |
| 191 – 193                   | Lucio Mantennio Sabino               | Lucio Mantennio Sabino               | Lucio Mantennio Sabino               | Lucio Mantennio Sabino               | Lucio Mantennio Sabino               | Lucio Mantennio Sabino               | Lucio Mantennio Sabino               |
| 194 – 197                   | Marco Ulpio Primiano                 | Marco Ulpio Primiano                 | Marco Ulpio Primiano                 | Marco Ulpio Primiano                 | Marco Ulpio Primiano                 | Marco Ulpio Primiano                 | Marco Ulpio Primiano                 |
| 197 – 200                   | Quinto Emilio Saturnino              | Quinto Emilio Saturnino              | Quinto Emilio Saturnino              | Quinto Emilio Saturnino              | Quinto Emilio Saturnino              | Quinto Emilio Saturnino              | Quinto Emilio Saturnino              |
| 200                         | Alfeno Apolinare                     | Alfeno Apolinare                     | Alfeno Apolinare                     | Alfeno Apolinare                     | Alfeno Apolinare                     | Alfeno Apolinare                     | Alfeno Apolinare                     |
| 200 – 203                   | Quinto Mecio Leto                    | Quinto Mecio Leto                    | Quinto Mecio Leto                    | Quinto Mecio Leto                    | Quinto Mecio Leto                    | Quinto Mecio Leto                    | Quinto Mecio Leto                    |
| 203 – 205/206               | Claudio Giuliano                     | Claudio Giuliano                     | Claudio Giuliano                     | Claudio Giuliano                     | Claudio Giuliano                     | Claudio Giuliano                     | Claudio Giuliano                     |
| 206 – 210                   | Tiberio Claudio Subaziano Aquila     | Tiberio Claudio Subaziano Aquila     | Tiberio Claudio Subaziano Aquila     | Tiberio Claudio Subaziano Aquila     | Tiberio Claudio Subaziano Aquila     | Tiberio Claudio Subaziano Aquila     | Tiberio Claudio Subaziano Aquila     |
| 211 ca.                     | Tiberio Magno Felice Crescentilliano | Tiberio Magno Felice Crescentilliano | Tiberio Magno Felice Crescentilliano | Tiberio Magno Felice Crescentilliano | Tiberio Magno Felice Crescentilliano | Tiberio Magno Felice Crescentilliano | Tiberio Magno Felice Crescentilliano |
| 212 – 213                   | Lucio Bebio Aurelio Giuncino         | Lucio Bebio Aurelio Giuncino         | Lucio Bebio Aurelio Giuncino         | Lucio Bebio Aurelio Giuncino         | Lucio Bebio Aurelio Giuncino         | Lucio Bebio Aurelio Giuncino         | Lucio Bebio Aurelio Giuncino         |
| 215                         | Marco Aurelio Septimio Eraclito      | Marco Aurelio Septimio Eraclito      | Marco Aurelio Septimio Eraclito      | Marco Aurelio Septimio Eraclito      | Marco Aurelio Septimio Eraclito      | Marco Aurelio Septimio Eraclito      | Marco Aurelio Septimio Eraclito      |
| 215/216                     | Aurelio Antinoo                      | Aurelio Antinoo                      | Aurelio Antinoo                      | Aurelio Antinoo                      | Aurelio Antinoo                      | Aurelio Antinoo                      | Aurelio Antinoo                      |
| 216 – 217                   | Lucio Valerio Dato                   | Lucio Valerio Dato                   | Lucio Valerio Dato                   | Lucio Valerio Dato                   | Lucio Valerio Dato                   | Lucio Valerio Dato                   | Lucio Valerio Dato                   |
| 217 – 218                   | Giulio Basiliano                     | Giulio Basiliano                     | Giulio Basiliano                     | Giulio Basiliano                     | Giulio Basiliano                     | Giulio Basiliano                     | Giulio Basiliano                     |
| 218 – 219 ca.               | Callistiano                          | Callistiano                          | Callistiano                          | Callistiano                          | Callistiano                          | Callistiano                          | Callistiano                          |
| 219 – 220/221               | Geminio Cresto                       | Geminio Cresto                       | Geminio Cresto                       | Geminio Cresto                       | Geminio Cresto                       | Geminio Cresto                       | Geminio Cresto                       |
| 222                         | Lucio Domizio Onorato                | Lucio Domizio Onorato                | Lucio Domizio Onorato                | Lucio Domizio Onorato                | Lucio Domizio Onorato                | Lucio Domizio Onorato                | Lucio Domizio Onorato                |
| 222 – 223                   | Marco Edinio Giuliano                | Marco Edinio Giuliano                | Marco Edinio Giuliano                | Marco Edinio Giuliano                | Marco Edinio Giuliano                | Marco Edinio Giuliano                | Marco Edinio Giuliano                |
| 223 (?)                     | Valerius                             | Valerius                             | Valerius                             | Valerius                             | Valerius                             | Valerius                             | Valerius                             |
| 223 – 224                   | Marco Aurelio Epagato                | Marco Aurelio Epagato                | Marco Aurelio Epagato                | Marco Aurelio Epagato                | Marco Aurelio Epagato                | Marco Aurelio Epagato                | Marco Aurelio Epagato                |
| 224 – 225                   | Tiberio Claudio Erenniano            | Tiberio Claudio Erenniano            | Tiberio Claudio Erenniano            | Tiberio Claudio Erenniano            | Tiberio Claudio Erenniano            | Tiberio Claudio Erenniano            | Tiberio Claudio Erenniano            |
| 225 – 230 ca.               | Claudio Claudiano                    | Claudio Claudiano                    | Claudio Claudiano                    | Claudio Claudiano                    | Claudio Claudiano                    | Claudio Claudiano                    | Claudio Claudiano                    |
| 229/230 – 230               | Claudio Mascolino                    | Claudio Mascolino                    | Claudio Mascolino                    | Claudio Mascolino                    | Claudio Mascolino                    | Claudio Mascolino                    | Claudio Mascolino                    |
| 231/232 – 237               | Mevio Onoraziano                     | Mevio Onoraziano                     | Mevio Onoraziano                     | Mevio Onoraziano                     | Mevio Onoraziano                     | Mevio Onoraziano                     | Mevio Onoraziano                     |
| 237 ca.                     | Corellio Galba (?)                   | Corellio Galba (?)                   | Corellio Galba (?)                   | Corellio Galba (?)                   | Corellio Galba (?)                   | Corellio Galba (?)                   | Corellio Galba (?)                   |
| 239                         | Lucio Lucrezio Anniano               | Lucio Lucrezio Anniano               | Lucio Lucrezio Anniano               | Lucio Lucrezio Anniano               | Lucio Lucrezio Anniano               | Lucio Lucrezio Anniano               | Lucio Lucrezio Anniano               |
| 242 – 245                   | Aurelio Basileo                      | Aurelio Basileo                      | Aurelio Basileo                      | Aurelio Basileo                      | Aurelio Basileo                      | Aurelio Basileo                      | Aurelio Basileo                      |
| 245 – 247                   | Gaio Valerio Firmo                   | Gaio Valerio Firmo                   | Gaio Valerio Firmo                   | Gaio Valerio Firmo                   | Gaio Valerio Firmo                   | Gaio Valerio Firmo                   | Gaio Valerio Firmo                   |
| 249 – 250                   | Aurelio Appio Sabino                 | Aurelio Appio Sabino                 | Aurelio Appio Sabino                 | Aurelio Appio Sabino                 | Aurelio Appio Sabino                 | Aurelio Appio Sabino                 | Aurelio Appio Sabino                 |
| 250 (?) – 252               | Faltonio Restituziano                | Faltonio Restituziano                | Faltonio Restituziano                | Faltonio Restituziano                | Faltonio Restituziano                | Faltonio Restituziano                | Faltonio Restituziano                |
| 252/253                     | Lisennio Procolo                     | Lisennio Procolo                     | Lisennio Procolo                     | Lisennio Procolo                     | Lisennio Procolo                     | Lisennio Procolo                     | Lisennio Procolo                     |
| 253                         | Septimius (?)                        | Septimius (?)                        | Septimius (?)                        | Septimius (?)                        | Septimius (?)                        | Septimius (?)                        | Septimius (?)                        |
| 250 – 255 ca.               | Lucio Titinio Clodiano               | Lucio Titinio Clodiano               | Lucio Titinio Clodiano               | Lucio Titinio Clodiano               | Lucio Titinio Clodiano               | Lucio Titinio Clodiano               | Lucio Titinio Clodiano               |
| 253 – 256 ca.               | Zito Magno Felice Crescentilliano    | Zito Magno Felice Crescentilliano    | Zito Magno Felice Crescentilliano    | Zito Magno Felice Crescentilliano    | Zito Magno Felice Crescentilliano    | Zito Magno Felice Crescentilliano    | Zito Magno Felice Crescentilliano    |
| 256/257 – 261               | Lucio Mussio Emiliano                | Lucio Mussio Emiliano                | Lucio Mussio Emiliano                | Lucio Mussio Emiliano                | Lucio Mussio Emiliano                | Lucio Mussio Emiliano                | Lucio Mussio Emiliano                |
| 262 – 263                   | Aurelio Teodoto                      | Aurelio Teodoto                      | Aurelio Teodoto                      | Aurelio Teodoto                      | Aurelio Teodoto                      | Aurelio Teodoto                      | Aurelio Teodoto                      |
| 264 – 265                   | Gaio Claudio Firmo                   | Gaio Claudio Firmo                   | Gaio Claudio Firmo                   | Gaio Claudio Firmo                   | Gaio Claudio Firmo                   | Gaio Claudio Firmo                   | Gaio Claudio Firmo                   |
| 266                         | Cussonius I[...]                     | Cussonius I[...]                     | Cussonius I[...]                     | Cussonius I[...]                     | Cussonius I[...]                     | Cussonius I[...]                     | Cussonius I[...]                     |
| 267                         | Iuvenius Genialis                    | Iuvenius Genialis                    | Iuvenius Genialis                    | Iuvenius Genialis                    | Iuvenius Genialis                    | Iuvenius Genialis                    | Iuvenius Genialis                    |
| 269 – 270                   | Tenagino Probo                       | Tenagino Probo                       | Tenagino Probo                       | Tenagino Probo                       | Tenagino Probo                       | Tenagino Probo                       | Tenagino Probo                       |
| 271                         | Giulio Marcellino                    | Giulio Marcellino                    | Giulio Marcellino                    | Giulio Marcellino                    | Giulio Marcellino                    | Giulio Marcellino                    | Giulio Marcellino                    |
| 271 – 272/3                 | Statilio Ammiano                     | Statilio Ammiano                     | Statilio Ammiano                     | Statilio Ammiano                     | Statilio Ammiano                     | Statilio Ammiano                     | Statilio Ammiano                     |
| 274 – 279                   | ---                                  | ---                                  | ---                                  | ---                                  | ---                                  | ---                                  | ---                                  |
| 279 – 280                   | Adriano Sallustio                    | Adriano Sallustio                    | Adriano Sallustio                    | Adriano Sallustio                    | Adriano Sallustio                    | Adriano Sallustio                    | Adriano Sallustio                    |
| 283                         | Celerinus                            | Celerinus                            | Celerinus                            | Celerinus                            | Celerinus                            | Celerinus                            | Celerinus                            |
| 283 – 284                   | Pomponius Ianuarianus                | Pomponius Ianuarianus                | Pomponius Ianuarianus                | Pomponius Ianuarianus                | Pomponius Ianuarianus                | Pomponius Ianuarianus                | Pomponius Ianuarianus                |
| 284 – 286                   | Marco Aurelio Diogene                | Marco Aurelio Diogene                | Marco Aurelio Diogene                | Marco Aurelio Diogene                | Marco Aurelio Diogene                | Marco Aurelio Diogene                | Marco Aurelio Diogene                |
| 286                         | Aurelio Mercurio (?)                 | Aurelio Mercurio (?)                 | Aurelio Mercurio (?)                 | Aurelio Mercurio (?)                 | Aurelio Mercurio (?)                 | Aurelio Mercurio (?)                 | Aurelio Mercurio (?)                 |
| 286                         | Bellicio Peregrino                   | Bellicio Peregrino                   | Bellicio Peregrino                   | Bellicio Peregrino                   | Bellicio Peregrino                   | Bellicio Peregrino                   | Bellicio Peregrino                   |
| 287 – 290                   | Gaio Valerio Pompeiano               | Gaio Valerio Pompeiano               | Gaio Valerio Pompeiano               | Gaio Valerio Pompeiano               | Gaio Valerio Pompeiano               | Gaio Valerio Pompeiano               | Gaio Valerio Pompeiano               |
| 290 – 292                   | Titio Onorato                        | Titio Onorato                        | Titio Onorato                        | Titio Onorato                        | Titio Onorato                        | Titio Onorato                        | Titio Onorato                        |
| 292 – 293                   | Rupilio Felice                       | Rupilio Felice                       | Rupilio Felice                       | Rupilio Felice                       | Rupilio Felice                       | Rupilio Felice                       | Rupilio Felice                       |

### Da Diocleziano a Teodosio I (293 - 395)
| Lista dei prefetti d'Egitto | Lista dei prefetti d'Egitto | Lista dei prefetti d'Egitto | Lista dei prefetti d'Egitto | Lista dei prefetti d'Egitto | Lista dei prefetti d'Egitto | Lista dei prefetti d'Egitto | Lista dei prefetti d'Egitto |
| --------------------------- | --------------------------- | --------------------------- | --------------------------- | --------------------------- | --------------------------- | --------------------------- | --------------------------- |
| Anno                        | Aegyptus Iovia              | Aegyptus Iovia              | Aegyptus Herculia           | Aegyptus Herculia           | Aegyptus Herculia           | Aegyptus Thebais            | Aegyptus Thebais            |
| 293 - 297                   | ---                         | ---                         | ---                         | ---                         | ---                         | ---                         | ---                         |
| 297                         | Aristio Optato              | Aristio Optato              | Aristio Optato              | Aristio Optato              | Aristio Optato              | Aristio Optato              | Aristio Optato              |
| 298                         | Emilio Rusticiano           | Emilio Rusticiano           | Emilio Rusticiano           | Emilio Rusticiano           | Emilio Rusticiano           | Emilio Rusticiano           | Emilio Rusticiano           |
| 298 – 299                   | Elio Publio                 | Elio Publio                 | Elio Publio                 | Elio Publio                 | Elio Publio                 | Elio Publio                 | Elio Publio                 |
| 299 – 300                   | Heraclius                   | Heraclius                   | Heraclius                   | Heraclius                   | Heraclius                   | Heraclius                   | Heraclius                   |
| 303/311                     | Apollonius                  | Apollonius                  | Apollonius                  | Apollonius                  | Apollonius                  | Apollonius                  | Apollonius                  |
| 303 ca.                     | Eustratius (?)              | Eustratius (?)              | Eustratius (?)              | Eustratius (?)              | Eustratius (?)              | Eustratius (?)              | Eustratius (?)              |
| 303 – 306                   | Clodio Culciano             | Clodio Culciano             | Clodio Culciano             | Clodio Culciano             | Clodio Culciano             | Clodio Culciano             | Clodio Culciano             |
| 307                         | Sossianus Hieroclus         | Sossianus Hieroclus         | Sossianus Hieroclus         | Sossianus Hieroclus         | Sossianus Hieroclus         | Sossianus Hieroclus         | Sossianus Hieroclus         |
| 308                         | Valerio Vittorino           | Valerio Vittorino           | Valerio Vittorino           | Valerio Vittorino           | Valerio Vittorino           | Valerio Vittorino           | Valerio Vittorino           |
| 308 – 309                   | Elio Igino                  | Elio Igino                  | Elio Igino                  | Elio Igino                  | Elio Igino                  | Elio Igino                  | Elio Igino                  |
| 310 ca.                     | Titinnio Clodiano           | Titinnio Clodiano           | Titinnio Clodiano           | Titinnio Clodiano           | Titinnio Clodiano           | Titinnio Clodiano           | Titinnio Clodiano           |
| 312                         | Aurelio Ammonio             | Aurelio Ammonio             | Aurelio Ammonio             | Aurelio Ammonio             | Aurelio Ammonio             | Aurelio Ammonio             | Aurelio Ammonio             |
| 314                         | Giulio Giuliano             | Giulio Giuliano             | Giulio Giuliano             | Giulio Giuliano             | Giulio Giuliano             | Giulio Giuliano             | Giulio Giuliano             |
| 314 - ca.327                | ---                         | ---                         | ---                         | ---                         | ---                         | ---                         | ---                         |
| Anno                        | Aegyptus I                  | Aegyptus II                 | Augustamnica I              | Augustamnica II             | Arcadia                     | Thebais superior            | Thebais inferior            |
| prima del 328               | Aurelio Apione              | Aurelio Apione              | Aurelio Apione              | Aurelio Apione              | Aurelio Apione              | Aurelio Apione              | Aurelio Apione              |
| 328 – 329                   | Septimio Zenio              | Septimio Zenio              | Septimio Zenio              | Septimio Zenio              | Septimio Zenio              | Septimio Zenio              | Septimio Zenio              |
| 330                         | Flavio Magniliano           | Flavio Magniliano           | Flavio Magniliano           | Flavio Magniliano           | Flavio Magniliano           | Flavio Magniliano           | Flavio Magniliano           |
| 331                         | Florenzio                   | Florenzio                   | Florenzio                   | Florenzio                   | Florenzio                   | Florenzio                   | Florenzio                   |
| 331 – 332                   | Flavio Igino                | Flavio Igino                | Flavio Igino                | Flavio Igino                | Flavio Igino                | Flavio Igino                | Flavio Igino                |
| 333 – 335                   | Paterius                    | Paterius                    | Paterius                    | Paterius                    | Paterius                    | Paterius                    | Paterius                    |
| 335 – 337                   | Flavio Filagrio             | Flavio Filagrio             | Flavio Filagrio             | Flavio Filagrio             | Flavio Filagrio             | Flavio Filagrio             | Flavio Filagrio             |
| 337(?) – 338                | Flavio Antonio Teodoro      | Flavio Antonio Teodoro      | Flavio Antonio Teodoro      | Flavio Antonio Teodoro      | Flavio Antonio Teodoro      | Flavio Antonio Teodoro      | Flavio Antonio Teodoro      |
| 338 – 340                   | Flavio Filagrio II          | Flavio Filagrio II          | Flavio Filagrio II          | Flavio Filagrio II          | Flavio Filagrio II          | Flavio Filagrio II          | Flavio Filagrio II          |
| 341 – 343                   | Longinus                    | Longinus                    | Longinus                    | Longinus                    | Longinus                    | Longinus                    | Longinus                    |
| 344                         | Palladius                   | Palladius                   | Palladius                   | Palladius                   | Palladius                   | Palladius                   | Palladius                   |
| 345 – 352                   | Nestorius                   | Nestorius                   | Nestorius                   | Nestorius                   | Nestorius                   | Nestorius                   | Nestorius                   |
| 353 – 354                   | Sebastianus                 | Sebastianus                 | Sebastianus                 | Sebastianus                 | Sebastianus                 | Sebastianus                 | Sebastianus                 |
| 355 – 356                   | Maximus                     | Maximus                     | Maximus                     | Maximus                     | Maximus                     | Maximus                     | Maximus                     |
| 356 – 357                   | Catafronio                  | Catafronio                  | Catafronio                  | Catafronio                  | Catafronio                  | Catafronio                  | Catafronio                  |
| 357 – 359                   | Parnassius                  | Parnassius                  | Parnassius                  | Parnassius                  | Parnassius                  | Parnassius                  | Parnassius                  |
| 357 – ca.359                | Pomponio Metrodoro          | Pomponio Metrodoro          | Pomponio Metrodoro          | Pomponio Metrodoro          | Pomponio Metrodoro          | Pomponio Metrodoro          | Pomponio Metrodoro          |
| 359                         | Italiciano                  | Italiciano                  | Italiciano                  | Italiciano                  | Italiciano                  | Italiciano                  | Italiciano                  |
| 359 – 361                   | Faustinus                   | Faustinus                   | Faustinus                   | Faustinus                   | Faustinus                   | Faustinus                   | Faustinus                   |
| 361 – 362                   | Geronzio                    | Geronzio                    | Geronzio                    | Geronzio                    | Geronzio                    | Geronzio                    | Geronzio                    |
| 362 – 363                   | Ecdicio Olimpo              | Ecdicio Olimpo              | Ecdicio Olimpo              | Ecdicio Olimpo              | Ecdicio Olimpo              | Ecdicio Olimpo              | Ecdicio Olimpo              |
| 364                         | Ierio                       | Ierio                       | Ierio                       | Ierio                       | Ierio                       | Ierio                       | Ierio                       |
| 364                         | Maximus                     | Maximus                     | Maximus                     | Maximus                     | Maximus                     | Maximus                     | Maximus                     |
| 364 – 366                   | Flavianus                   | Flavianus                   | Flavianus                   | Flavianus                   | Flavianus                   | Flavianus                   | Flavianus                   |
| 366–367                     | Proclianus                  | Proclianus                  | Proclianus                  | Proclianus                  | Proclianus                  | Proclianus                  | Proclianus                  |
| 367 – 370                   | Flavio Eutolmio Taziano     | Flavio Eutolmio Taziano     | Flavio Eutolmio Taziano     | Flavio Eutolmio Taziano     | Flavio Eutolmio Taziano     | Flavio Eutolmio Taziano     | Flavio Eutolmio Taziano     |
| 370 – 371                   | Olimpio Palladio            | Olimpio Palladio            | Olimpio Palladio            | Olimpio Palladio            | Olimpio Palladio            | Olimpio Palladio            | Olimpio Palladio            |
| 371 – 374                   | Elio Palladio               | Elio Palladio               | Elio Palladio               | Elio Palladio               | Elio Palladio               | Elio Palladio               | Elio Palladio               |
| 376(?)                      | Publius                     | Publius                     | Publius                     | Publius                     | Publius                     | Publius                     | Publius                     |
| 379                         | Bassianus (?)               | Bassianus (?)               | Bassianus (?)               | Bassianus (?)               | Bassianus (?)               | Bassianus (?)               | Bassianus (?)               |
| 379                         | Hadrianus (?)               | Hadrianus (?)               | Hadrianus (?)               | Hadrianus (?)               | Hadrianus (?)               | Hadrianus (?)               | Hadrianus (?)               |
| 380                         | Iulianus                    | Iulianus                    | Iulianus                    | Iulianus                    | Iulianus                    | Iulianus                    | Iulianus                    |
| 381 – 382(?)                | Antoninus                   | Antoninus                   | Antoninus                   | Antoninus                   | Antoninus                   | Antoninus                   | Antoninus                   |
| 382                         | Palladius                   | Palladius                   | Palladius                   | Palladius                   | Palladius                   | Palladius                   | Palladius                   |
| 383                         | Ipazio                      | Ipazio                      | Ipazio                      | Ipazio                      | Ipazio                      | Ipazio                      | Ipazio                      |
| 384                         | Optato                      | Optato                      | Optato                      | Optato                      | Optato                      | Optato                      | Optato                      |
| 384 – 386                   | Florenzio                   | Florenzio                   | Florenzio                   | Florenzio                   | Florenzio                   | Florenzio                   | Florenzio                   |
| 386                         | Paolino                     | Paolino                     | Paolino                     | Paolino                     | Paolino                     | Paolino                     | Paolino                     |
| 387                         | Eusebio                     | Eusebio                     | Eusebio                     | Eusebio                     | Eusebio                     | Eusebio                     | Eusebio                     |
| 388                         | Flavio Ulpio Eritrio        | Flavio Ulpio Eritrio        | Flavio Ulpio Eritrio        | Flavio Ulpio Eritrio        | Flavio Ulpio Eritrio        | Flavio Ulpio Eritrio        | Flavio Ulpio Eritrio        |
| 388 – 390                   | Alessandro                  | Alessandro                  | Alessandro                  | Alessandro                  | Alessandro                  | Alessandro                  | Alessandro                  |
| 391                         | Evagrio                     | Evagrio                     | Evagrio                     | Evagrio                     | Evagrio                     | Evagrio                     | Evagrio                     |
| 392 (aprile–giugno)         | Ipazio II                   | Ipazio II                   | Ipazio II                   | Ipazio II                   | Ipazio II                   | Ipazio II                   | Ipazio II                   |
| 392 (giugno–agosto)         | Potamio                     | Potamio                     | Potamio                     | Potamio                     | Potamio                     | Potamio                     | Potamio                     |
| 393 - 395                   | ---                         | ---                         | ---                         | ---                         | ---                         | ---                         | ---                         |

### Impero romano d'Oriente (395 - 642)
| Lista dei prefetti d'Egitto | Lista dei prefetti d'Egitto      | Lista dei prefetti d'Egitto      | Lista dei prefetti d'Egitto      | Lista dei prefetti d'Egitto      | Lista dei prefetti d'Egitto      | Lista dei prefetti d'Egitto      | Lista dei prefetti d'Egitto      |
| --------------------------- | -------------------------------- | -------------------------------- | -------------------------------- | -------------------------------- | -------------------------------- | -------------------------------- | -------------------------------- |
| Anno                        | Impero romano d'Oriente          | Impero romano d'Oriente          | Impero romano d'Oriente          | Impero romano d'Oriente          | Impero romano d'Oriente          | Impero romano d'Oriente          | Impero romano d'Oriente          |
| 396                         | Remigio                          | Remigio                          | Remigio                          | Remigio                          | Remigio                          | Remigio                          | Remigio                          |
| 397                         | Archelao                         | Archelao                         | Archelao                         | Archelao                         | Archelao                         | Archelao                         | Archelao                         |
| 398/404                     | Paulacius                        | Paulacius                        | Paulacius                        | Paulacius                        | Paulacius                        | Paulacius                        | Paulacius                        |
| 403/404                     | Pentadio                         | Pentadio                         | Pentadio                         | Pentadio                         | Pentadio                         | Pentadio                         | Pentadio                         |
| 403/404                     | Eutalio                          | Eutalio                          | Eutalio                          | Eutalio                          | Eutalio                          | Eutalio                          | Eutalio                          |
| 405 - 414                   | ?                                | ?                                | ?                                | ?                                | ?                                | ?                                | ?                                |
| 415                         | Oreste                           | Oreste                           | Oreste                           | Oreste                           | Oreste                           | Oreste                           | Oreste                           |
| 416 - 421                   | ?                                | ?                                | ?                                | ?                                | ?                                | ?                                | ?                                |
| 422(?)                      | Callisto                         | Callisto                         | Callisto                         | Callisto                         | Callisto                         | Callisto                         | Callisto                         |
| 423(?) - 434                | ?                                | ?                                | ?                                | ?                                | ?                                | ?                                | ?                                |
| 435                         | Cleopater                        | Cleopater                        | Cleopater                        | Cleopater                        | Cleopater                        | Cleopater                        | Cleopater                        |
| 436 - 442                   | ?                                | ?                                | ?                                | ?                                | ?                                | ?                                | ?                                |
| 443(?)                      | Charmosynus                      | Charmosynus                      | Charmosynus                      | Charmosynus                      | Charmosynus                      | Charmosynus                      | Charmosynus                      |
| 444 - 450                   | ?                                | ?                                | ?                                | ?                                | ?                                | ?                                | ?                                |
| 451                         | Theodorus                        | Theodorus                        | Theodorus                        | Theodorus                        | Theodorus                        | Theodorus                        | Theodorus                        |
| 453                         | Florus                           | Florus                           | Florus                           | Florus                           | Florus                           | Florus                           | Florus                           |
| 457                         | Nicolaus                         | Nicolaus                         | Nicolaus                         | Nicolaus                         | Nicolaus                         | Nicolaus                         | Nicolaus                         |
| 458 - 467                   | ?                                | ?                                | ?                                | ?                                | ?                                | ?                                | ?                                |
| 468 – 469                   | Flavius Alexander                | Flavius Alexander                | Flavius Alexander                | Flavius Alexander                | Flavius Alexander                | Flavius Alexander                | Flavius Alexander                |
| 470 - 476                   | ?                                | ?                                | ?                                | ?                                | ?                                | ?                                | ?                                |
| 475/476                     | Boethius                         | Boethius                         | Boethius                         | Boethius                         | Boethius                         | Boethius                         | Boethius                         |
| 477                         | Anthemius                        | Anthemius                        | Anthemius                        | Anthemius                        | Anthemius                        | Anthemius                        | Anthemius                        |
| 478/480 ca.                 | Theoctistus                      | Theoctistus                      | Theoctistus                      | Theoctistus                      | Theoctistus                      | Theoctistus                      | Theoctistus                      |
| 482                         | Theognostus                      | Theognostus                      | Theognostus                      | Theognostus                      | Theognostus                      | Theognostus                      | Theognostus                      |
| 482                         | Pergamius                        | Pergamius                        | Pergamius                        | Pergamius                        | Pergamius                        | Pergamius                        | Pergamius                        |
| 482                         | ?                                | ?                                | ?                                | ?                                | ?                                | ?                                | ?                                |
| 482/490                     | Antrechius                       |                                  |                                  |                                  |                                  |                                  |                                  |
| 487                         | Theodorus                        | Theodorus                        | Theodorus                        | Theodorus                        | Theodorus                        | Theodorus                        | Theodorus                        |
| 487                         | Arsenius                         | Arsenius                         | Arsenius                         | Arsenius                         | Arsenius                         | Arsenius                         | Arsenius                         |
| 488 - 515                   | ?                                | ?                                | ?                                | ?                                | ?                                | ?                                | ?                                |
| 516                         | Theodosius                       | Theodosius                       | Theodosius                       | Theodosius                       | Theodosius                       | Theodosius                       | Theodosius                       |
| 518/523                     | Flavius Srategius                | Flavius Srategius                | Flavius Srategius                | Flavius Srategius                | Flavius Srategius                | Flavius Srategius                | Flavius Srategius                |
| 519                         | ?                                | ?                                | ?                                | ?                                | ?                                | ?                                | ?                                |
| 520                         | Licinius                         | Licinius                         | Licinius                         | Licinius                         | Licinius                         | Licinius                         | Licinius                         |
| 521 - 526                   | ?                                | ?                                | ?                                | ?                                | ?                                | ?                                | ?                                |
| 527 – ?                     | Hephaestus                       | Hephaestus                       | Hephaestus                       | Hephaestus                       | Hephaestus                       | Hephaestus                       | Hephaestus                       |
| 528(?) - 534                | ?                                | ?                                | ?                                | ?                                | ?                                | ?                                | ?                                |
| 535 – ?                     | Dioscorus                        | Dioscorus                        | Dioscorus                        | Dioscorus                        | Dioscorus                        | Dioscorus                        | Dioscorus                        |
| 536(?)                      | ?                                | ?                                | ?                                | ?                                | ?                                | ?                                | ?                                |
| 537 – 538/539               | Rodone                           | Rodone                           | Rodone                           | Rodone                           | Rodone                           | Rodone                           | Rodone                           |
| 538/539 – 542               | Pietro Marcellino Felice Liberio | Pietro Marcellino Felice Liberio | Pietro Marcellino Felice Liberio | Pietro Marcellino Felice Liberio | Pietro Marcellino Felice Liberio | Pietro Marcellino Felice Liberio | Pietro Marcellino Felice Liberio |
| 542 – ?                     | Giovanni Lassario                | Giovanni Lassario                | Giovanni Lassario                | Giovanni Lassario                | Giovanni Lassario                | Giovanni Lassario                | Giovanni Lassario                |
| 543(?) - 559                | ?                                | ?                                | ?                                | ?                                | ?                                | ?                                | ?                                |
| 560 – ? ca.                 | Favorinus                        | Favorinus                        | Favorinus                        | Favorinus                        | Favorinus                        | Favorinus                        | Favorinus                        |
| 561(?) - 565                | ?                                | ?                                | ?                                | ?                                | ?                                | ?                                | ?                                |
| 566 – ?                     | Justinus / Germanus Gestinius    | Justinus / Germanus Gestinius    | Justinus / Germanus Gestinius    | Justinus / Germanus Gestinius    | Justinus / Germanus Gestinius    | Justinus / Germanus Gestinius    | Justinus / Germanus Gestinius    |
| 567(?) - 581                | ?                                | ?                                | ?                                | ?                                | ?                                | ?                                | ?                                |
| 582 – ?                     | Johannes I                       | Johannes I                       | Johannes I                       | Johannes I                       | Johannes I                       | Johannes I                       | Johannes I                       |
| 585 – ? ca.                 | Paulus                           | Paulus                           | Paulus                           | Paulus                           | Paulus                           | Paulus                           | Paulus                           |
| 588 – ? ca.                 | Johannes II                      | Johannes II                      | Johannes II                      | Johannes II                      | Johannes II                      | Johannes II                      | Johannes II                      |
| 592 – ? ca.                 | Constantinus                     | Constantinus                     | Constantinus                     | Constantinus                     | Constantinus                     | Constantinus                     | Constantinus                     |
| 595 – ? ca.                 | Menas                            | Menas                            | Menas                            | Menas                            | Menas                            | Menas                            | Menas                            |
| 600 – 603                   | Petrus Gestinius                 | Petrus Gestinius                 | Petrus Gestinius                 | Petrus Gestinius                 | Petrus Gestinius                 | Petrus Gestinius                 | Petrus Gestinius                 |
| 604 - 605                   | ?                                | ?                                | ?                                | ?                                | ?                                | ?                                | ?                                |
| 606 – ?                     | Johannes                         | Johannes                         | Johannes                         | Johannes                         | Johannes                         | Johannes                         | Johannes                         |
| 614 – ?                     | Niketas                          | Niketas                          | Niketas                          | Niketas                          | Niketas                          | Niketas                          | Niketas                          |
| Anno                        | Dominio Persiano                 | Dominio Persiano                 | Dominio Persiano                 | Dominio Persiano                 | Dominio Persiano                 | Dominio Persiano                 | Dominio Persiano                 |
| 616 - 628                   | ---                              | ---                              | ---                              | ---                              | ---                              | ---                              | ---                              |
| 616 – 628                   | Benjamin                         | Benjamin                         | Benjamin                         | Benjamin                         | Benjamin                         | Benjamin                         | Benjamin                         |
| Anno                        | Impero bizantino                 | Impero bizantino                 | Impero bizantino                 | Impero bizantino                 | Impero bizantino                 | Impero bizantino                 | Impero bizantino                 |
| 628                         | ---                              | ---                              | ---                              | ---                              | ---                              | ---                              | ---                              |
| 629 – 640                   | Anastasius                       | Anastasius                       | Anastasius                       | Anastasius                       | Anastasius                       | Anastasius                       | Anastasius                       |
| 640                         | Ciro d'Alessandria               | Ciro d'Alessandria               | Ciro d'Alessandria               | Ciro d'Alessandria               | Ciro d'Alessandria               | Ciro d'Alessandria               | Ciro d'Alessandria               |
| 641 – 642                   | Theodoros                        | Theodoros                        | Theodoros                        | Theodoros                        | Theodoros                        | Theodoros                        | Theodoros                        |